# Fläckbröstad hackspett
Fläckbröstad hackspett (Colaptes punctigula) är en fågel i familjen hackspettar inom ordningen hackspettartade fåglar.

## Utseende och läte
FLäckbröstad hackspett är en vackert tecknad hackspett. Fjäderdräkten är genomgående guldgrön med tydlig svart fläckning på kropp och vingar. Ansiktet har ett prydligt mönster med röd nake, svart framhjässa, vit kind och schackrutig strupe. Hanen har också ett rött mustaschstreck. Vanligaste lätet är en serie med pipiga toner.

## Utbredning och systematik
Fläckbröstad hackspett delas in i sex underarter med följande utbredning:
- Colaptes punctigula punctigula – Guyanaregionen
- Colaptes punctigula ujhelyii – östra Panama (Darién) och norra Colombia
- Colaptes punctigula striatigularis – västra delen av centrala Colombia
- Colaptes punctigula zuliae – nordvästra Venezuela
- Colaptes punctigula punctipectus – östra Colombia och Venezuela (där inte zuliae förekommer)
- Colaptes punctigula guttatus – Amazonområdet från Ecuador till nordvästra Bolivia, nordöstra Brasilien och norra Mato Grosso

## Levnadssätt
Fläckbröstad hackspett är en vida spridd men vanligen ovanlig fågel som hittas i olika typer av öppna skogsmiljöer, även i buskig ungskog och trädgårdar.

## Status
Arten har ett stort utbredningsområde och beståndet anses stabilt. Internationella naturvårdsunionen IUCN listar den därför som livskraftig (LC). Beståndet uppskattas till i storleksordningenen halv miljon till fem miljoner vuxna individer.